# 黑德斯巴赫
黑德斯巴赫是德国巴登-符腾堡州的一个市镇。总面积8.21平方公里，总人口471人，其中男性229人，女性242人（2011年12月31日），人口密度57人/平方公里。